# Mike Mitchell (giocatore di football americano)
Michael Bryant Edward Mitchell (Fort Thomas, 10 giugno 1987) è un giocatore di football americano statunitense che gioca nel ruolo di free safety per gli Indianapolis Colts della National Football League (NFL). Fu scelto nel corso del secondo giro (47º assoluto) del Draft NFL 2009 dagli Oakland Raiders. Al college giocò a football all'Università dell'Ohio.

## Carriera professionista

### Oakland Raiders

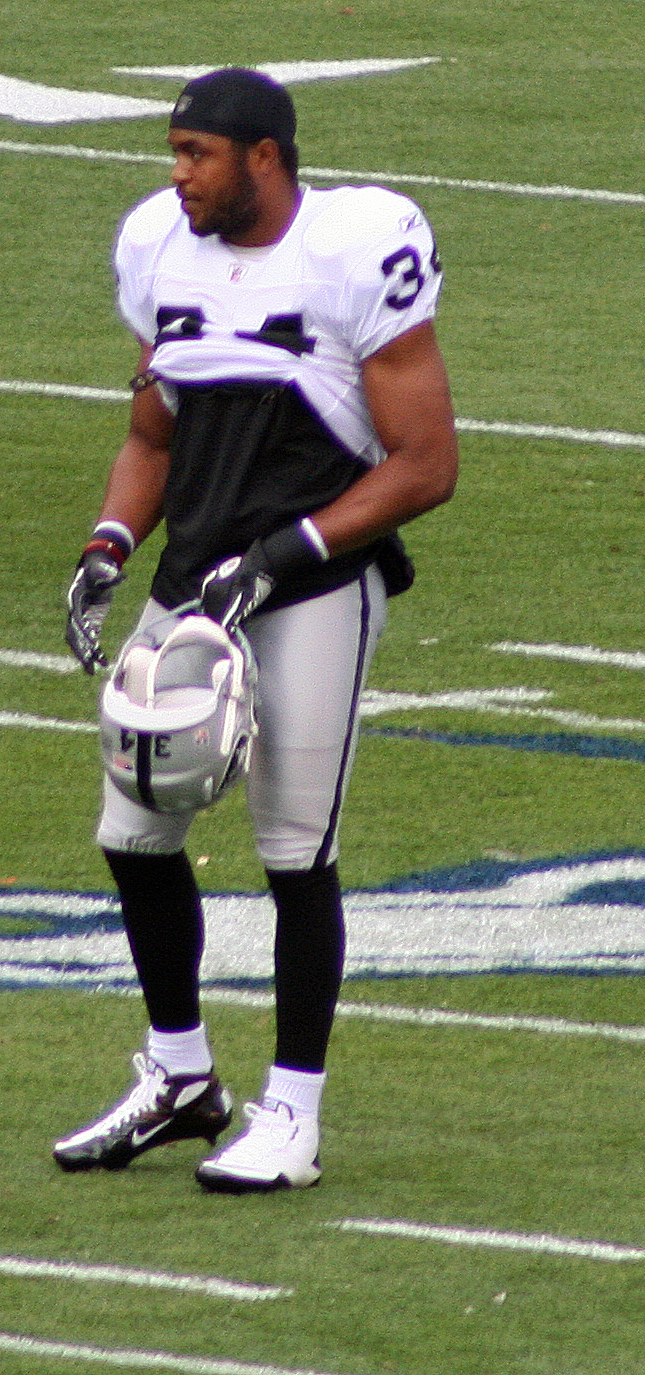
Mitchell coi Raiders

Mitchell fu scelto nel corso del secondo giro del Draft 2009 dagli Oakland Raiders. Il 27 luglio firmò un contratto quadriennale per un valore di 3,778 milioni di dollari (2,082 milioni garantiti) di cui 1,6 milioni di bonus alla firma. Debuttò nella NFL il 14 settembre contro i San Diego Chargers. Il 20 settembre contro i Kansas City Chiefs recuperò il suo primo fumble in carriera su una palla persa dal proprio compagno di squadra Javon Walker in un ritorno di punt. Il 27 settembre contro i Denver Broncos recuperò un fumble di Correll Burkhalter. Il 13 dicembre contro i Washington Redskins mise a segno il suo primo sack in carriera sul quarterback e poi futuro compagno di squadra Jason Campbell.
Il 26 settembre 2010 contro gli Arizona Cardinals disputò la prima partita da titolare. Il 10 ottobre contro i Chargers recuperò il suo terzo fumble in carriera ad una yard dalla end zone dei Raiders. Il 24 ottobre contro i Broncos forzò il suo primo fumble in carriera. Il 12 dicembre contro i Jacksonville Jaguars fece registrare il suo primo intercetto in carriera. Il 26 dicembre contro gli Indianapolis Colts recuperò un fumble del proprio compagno Chris Johnson.
Nella stagione 2011 saltò le prime 3 partite per un infortunio al ginocchio. L'11 dicembre contro i Green Bay Packers fece il suo secondo intercetto in carriera sul quarterback Aaron Rodgers. Il 18 novembre contro i New Orleans Saints  giocò da titolare al posto dell'infortunato Tyvon Branch totalizzando 10 tackle.
Il 6 dicembre 2012 contro i Denver Broncos fece il suo primo sack stagionale ai danni di Peyton Manning. Concluse la stagione giocando 16 partite di cui 2 da titolare.

### Carolina Panthers
Il 20 marzo 2013 firmò un annuale del valore di 725.000 dollari con i Panthers. Nella settimana 6 mise a segno 2 intercetti su Matt Cassel nella vittoria in trasferta sui Minnesota Vikings.

### Pittsburgh Steelers
L'11 marzo 2014, Mitchell firmò coi Pittsburgh Steelers un contratto quinquennale del valore di 25 milioni di dollari.

### Indianapolis Colts
Nel 2018 Mitchell firmò con gli Indianapolis Colts. Nel settimo turno della stagione mise a segno 7 tackle, un intercetto e due passaggi deviati nella vittoria per 35-7 sui Buffalo Bills, venendo premiato come miglior difensore della AFC della settimana.

## Palmarès
- Difensore della AFC della settimana: 1

7ª del 2018